# Стівен Голт (хокеїст на траві)
Стівен Голт (англ. Stephen Holt, 1974) — австралійський хокеїст на траві.
Бронзовий призер Олімпійських Ігор 2000 року.
Переможець Ігор Співдружності 1998 року.
Переможець Трофею чемпіонів 1999 року.